# Rolando Díaz
Rolando Díaz (La Habana, 13 de agosto de 1947) es un director de cine y guionista cubano. Una gran parte de su obra está ligada al Noticiero ICAIC Latinoamericano y al auge del documental cubano durante los años ochenta en el ICAIC (Instituto Cubano del Arte e Industria Cinematográficos). Debutó como director en el largometraje de ficción Los pájaros tirándole a la escopeta.

## Estudios
Se graduó en la Universidad de La Habana como licenciado en Estudios Cubanos.

## Desempeño laboral
Comenzó a trabajar en 1969 como microfonista en el Departamento de Sonido del ICAIC. Desde 1977 se vinculó a la oficina del Noticiero ICAIC Latinoamericano, bajo la tutela de Santiago Álvarez Román (1919-1998). Tuvo como compañeros a los cineastas Fernando Pérez Valdés (1944-) y Daniel Díaz Torres. En calidad de realizador, dirigió más de 80 ediciones. En 1984 hizo su primer largometraje de ficción, la popular comedia Los pájaros tirándole a la escopeta.
Desde 1994 reside en las islas Canarias (España), donde se desempeña como profesor de la Escuela de Actores de Canarias.
También imparte clases en la Escuela de Formación de Guionistas de la Fundación de Investigaciones del Audiovisual, con sede en Valencia (España).
En 2003 fue director del Curso Internacional de Cine, organizado por la Universidad Internacional Menéndez Pelayo, titulado «Diálogos sobre el audiovisual: desde el guion hasta el mercado».
Trabaja como director adjunto del Festival Internacional de Documentales Miradas Doc y como codirector del Laboratorio de Escritura de Guiones (LEAC) del Gobierno Autonómico de Canarias.

## Filmografía[3]
- 1976: La respuesta del pueblo (documental, 10 min).
- 1977: En el tiempo preciso (documental, 15 min).
- 1977: Festival Nacional de la Juventud y los Estudiantes (documental, 10 min).
- 1977: Momentos del Cardín (documental, 11 min).
- 1978: Medellín min78 (documental, 18 min).
- 1978: 45 días (documental, 18 min).
- 1979: Encuentro en Cozumel (documental, 10 min).
- 1979: Redonda y viene en caja cuadrada (documental, 10 min).
- 1979: Panamá quererte (documental, 19 min).
- 1980: Quincho Barrilete (documental, 14 min).
- 1981: Controversia (documental, 14 min).
- 1981: No van lejos los de alante... si los de atrás corren bien (documental, 8 min).
- 1981: Tu gigantesco paso de millones (documental, 14 min).
- 1982: Del uno al diez (documental, 20 min).
- 1982: Para gusto se han hecho los colores (documental, 10 min).
- 1984: Los pájaros tirándole a la escopeta (largometraje de ficción).
- 1985: En tres y dos (ficción).
- 1987: Emilio Varela vs. Camelia la Texana (documental).
- 1989: La vida en rosa (ficción).
- 1993: El largo viaje de Rústico (documental); nominado a los premios Goya.[6]
- 1995: Melodrama (ficción); seleccionada para la Berlinale (Forum) en 1999 y para el Festival de Cine de Toronto; fue exhibida en el Lincoln Center (de Nueva York).[6] En 1997 se exhibió comercialmente en Zúrich (Suiza).[7]
- 1998: Si me comprendieras (documental largometraje); seleccionada para la Berlinale (Forum) en 1999 y para el Festival de Cine de Toronto; en enero de 2000 fue exhibida en el Lincoln Center (de Nueva York).[6]
- 2004: Cercanía (largometraje de ficción).
- 2007: La vida según Ofelia (largometraje cómico de ficción),[6] con Saida Santana y Carlos Cruz.[5] Fue exhibida en Miami (Estados Unidos) dos meses después de exhibirse en Cuba.[5]
- 2007: Actrices, actores, exilio (documental).
- 2010: Puzzle.[5]
- 2013: Los caminos de Aissa (docudrama).[8]
- 2021: "Dossier de ausencias” República Dominicana, docudrama “singular que trata un tema universal y vigente, y que expone a los cuatro vientos las insondables zonas del dolor humano."
- *2022 ''Una elefanta sobre la tela de una araña''

## Premios y reconocimientos
45 días
- 1978: Primera Mención (documental). Sección de Cine. Concurso Veintiséis de Julio de la Unión de Periodistas de Cuba (UPEC), en La Habana (Cuba).
- 1979: Diploma de Honor, en el XVI Festival Internacional de Cine de Cortometraje, Cracovia (Polonia).

Las parrandas
- 1979: Premio Catalina de Bronce, en el Festival Internacional de Cine de Cartagena (Colombia)

Noticiero ICAIC Latinoamericano n.º 945
- 1979: Mención Especial de la Selección Anual de la Crítica, en La Habana (Cuba).

Redonda y viene en caja cuadrada
- 1979: Premio Caracol de Sonido a José León y Héctor Cabrera. Concurso de la Sección de Radio, Cine y TV de la UNEAC; en La Habana (Cuba).
- 1979: seleccionado entre los filmes más significativos exhibidos en 1979. Selección Anual de la Crítica. La Habana (Cuba).
- 1980: es seleccionado ―en una encuesta de la Crítica Nacional (Cuba)― entre los diez mejores documentales cubanos de todos los tiempos.[4]

Panamá quererte
- 1981: Seleccionado entre los cortometrajes más significativos exhibidos en 1981. Selección Anual de la Crítica. La Habana (Cuba).
- 1982: Seleccionado entre los cortometrajes más significativos exhibidos en 1982. Selección Anual de la Crítica. La Habana (Cuba).

Los pájaros tirándole a la escopeta
- 1984: Tercer Premio Coral. VI Festival Internacional del Nuevo Cine Latinoamericano; en La Habana (Cuba).
- 1984: Gran Premio del Jurado en el Festival de Cine de Benalmádena.[7]
- 1984: Primer Premio Catalina de Oro al mejor filme, premio al mejor guion, premio al mejor actor (Alberto Pujols), premio especial de actuación (Silvia Planas); en el XXIV Festival Internacional de Cine de Cartagena de Indias (Colombia).
- 1984: Film de Mérito en el Festival de Cine de Londres.[5]

Melodrama
- 1995: Premio UCCA en el Festival Internacional del Nuevo Cine Latinoamericano, en La Habana (Cuba).[7]
- 1994: Premio de la Fundación Arci Nova (ex-Aequo) con sede en Roma (Italia).[7]
- 1994: Segundo Premio del Público (La Habana), entre más de cuarenta filmes concursantes.[7]

Si me comprendieras
- 1998: Mención Especial en el XX Festival Internacional del Nuevo Cine Latinoamericano; en La Habana (Cuba).
- 1999: fue proyectada en más de quince festivales internacionales de cine como los de Berlín, Toronto, Ámsterdam, Múnich y Sarajevo.[7]
- 2000: La Expo Mundial Hannover la seleccionó como una de las películas latinoamericanas más destacadas de los años noventa.[5]
- 2000: Film de Mérito, otorgada por el Latin American Studies Association (en Nueva York).[7]

El largo viaje de Rústico (primera coproducción entre las islas Canarias y Cuba).
- 1994: nominado a los premios Goya.[5]
- 1993: premio Danzante de Plata al Mejor Documental en el Festival Internacional de Cine de Huesca.[5]

- Dossier de ausencias*

- 2021: Premio a la mejor producción del Festival de Cine Ibero-Latinoamericano di Trieste.